# 热列兹诺戈尔斯克 (库尔斯克州)
热列兹诺戈尔斯克（羅馬化：Zheleznogorsk）是俄罗斯库尔斯克州的一个镇，距离州首府库尔斯克约130公里，2024年人口95,578。
热列兹诺戈尔斯克随附近的铁矿而发展起来，1962年建镇。
1. ↑  .   [2024-08-09]. （原始内容存档于2024-07-02）.